# Magdalena Sibylla von Neitschütz
Magdalena Sibylla von Neitschütz (8 febbraio 1675 – Dresda, 4 aprile 1694) è stata una nobildonna tedesca.

## Biografia
Magdalena Sibylla, chiamata "Billa", era la figlia del tenente generale Rudolf von Neitschütz, e di sua moglie, Ursula Margarethe von Haugwitz, la sorella di Friedrich Adolf von Haugwitz.
Sua madre era stata l'amante di Giovanni Giorgio III, Elettore di Sassonia. Per ordine del principe elettore, Ursula sposò Rudolf von Neitschütz, che appare ufficialmente come il padre di Billa, anche se c'erano voci che Billa fosse in realtà la figlia di Giovanni Giorgio. Se questo fosse stato vero, Billa sarebbe stata la sorellastra del suo amante, Giovanni Giorgio IV.

## Amante reale
Magdalena Sibylla crebbe all'interno della corte sassone. Nel 1687 conobbe Giovanni Giorgio e ne divenne l'amante alla fine del 1691.
Per volere di sua madre, fu costretta a sposarsi, nel mese di aprile 1692, nel tentativo di interrompere la relazione. Quando Giovanni Giorgio successe al padre, Magdalena Sibylla divenne la sua amante ufficiale e la sua famiglia, in poco tempo, divenne molto influente a corte.
Il 20 febbraio 1693, Leopoldo I le diede il titolo contessa von Rochlitz.
Ebbe una figlia da Giovanni Giorgio IV:
- Wilhelmine Marie Friederike von Rochlitz[2] (1693-1760), sposò il conte Piotr Dunin, ebbero cinque figli.

## La morte
Morì il 4 aprile 1694 a Dresda di vaiolo, tra le braccia di Giovanni Giorgio IV, che rimase infettato dalla malattia e morì 23 giorni dopo.